# La Clé des vents
La Clé des vents (titre original : The Wind Through the Keyhole) est un roman de l'écrivain américain Stephen King paru aux États-Unis le 21 février 2012 en édition limitée chez l'éditeur Donald M. Grant et le 24 avril 2012 pour l'édition nationale aux éditions Scribner. En France, le roman est paru le 13 juin 2012. Il s'agit du huitième tome écrit de la série La Tour sombre mais l'histoire se déroulant chronologiquement entre les tomes Magie et Cristal (4) et Les Loups de la Calla (5), le livre correspond donc au tome 4.5.

## Résumé
Après leur victoire sur Flagg, Roland et son ka-tet poursuivent leur route le long du sentier du rayon mais une terrible tempête glacée, un « coup de givre », les oblige à trouver un abri. Pour passer le temps jusqu'à ce que la tempête se calme, Roland raconte à ses compagnons une histoire de sa jeunesse qui lui est arrivée peu après la mort de sa mère.
Accompagné par son ami Jamie de Curry, Roland est envoyé par son père enquêter dans un village où un « changeur de formes », capable de prendre la forme de divers animaux, est considéré comme responsable de plusieurs massacres. Le lendemain de leur arrivée, Roland et Jamie retrouvent le seul survivant du dernier massacre, survenu pendant la nuit, un jeune garçon nommé Bill Streeter dont le père fait partie des victimes. Ayant établi que le changeur de formes est probablement un mineur sachant monter à cheval, Roland envoie Jamie réunir les suspects pendant que lui-même hypnotise le jeune Bill. Cette séance d'hypnose révèle à Roland que le garçon peut identifier le changeur de formes, ou du moins l’amener à se trahir, car celui-ci a un tatouage à la cheville. Roland emmène Bill au bureau du shérif pour y attendre les suspects et lui conte pour le calmer une histoire que lui lisait sa mère avant qu'il s'endorme, La Clé des vents.
Le héros de cette histoire est un autre jeune garçon, Tim Ross, dont le père bûcheron vient de mourir, apparemment tué par un dragon, et qui vit avec sa mère Nell. Celle-ci ne peut subvenir seule aux besoins de son foyer et accepte l'offre de mariage de Bern Kells, ancien associé du père de Tim. Kells se révèle être un mari violent. Lors de la visite annuelle du collecteur d'impôts, celui-ci montre à Tim, par des visions magiques, Kells rendant Nell aveugle par ses mauvais traitements ainsi que le corps du père de Tim dissimulé dans les marais et qui a en fait été tué par Kells. Manipulé subtilement par le collecteur d'impôts, qui poursuit ses propres buts, Tim part chercher dans la forêt un remède magique pour sa mère. Il échappe à divers périls et est aidé par des hommes de boue qui vivent dans les marais avant de rencontrer un tigre enfermé dans une cage. Pour échapper à un coup de givre, il se lie d'amitié avec lui et le libère. Le tigre se transforme en vieil homme, un magicien qui avait été emprisonné par un serviteur du Roi Cramoisi et qui donne à Tim une potion pour soigner sa mère. Tim rentre chez lui et guérit sa mère, qui tue Kells d'un coup de hache. Tim deviendra par la suite un pistolero.
Ayant terminé son histoire, Roland fait défiler devant Bill la dizaine de mineurs ayant un tatouage à la cheville. Bill se souvient alors d'un détail supplémentaire sur le tatouage et le changeur de formes démasqué se transforme brusquement en serpent. Roland le tue d'une balle en argent dans la tête avant de confier Bill à une communauté religieuse de femmes où a vécu quelque temps sa mère peu avant sa mort. Il y récupère une lettre de sa mère lui confiant qu'elle sait qu'il va la tuer accidentellement et qu'elle lui pardonne.
L'histoire de Roland terminée et le coup de givre passé, le ka-tet reprend sa route vers la contrée des Callas et de Tonnefoudre.

## Accueil et distinctions
Le roman est resté huit semaines (dont une à la première place) sur la New York Times Best Seller list, y apparaissant directement à la première place le 13 mai 2012.
Il a remporté le Goodreads Choice Award 2012 du meilleur livre de fantasy.